# 彭志銘

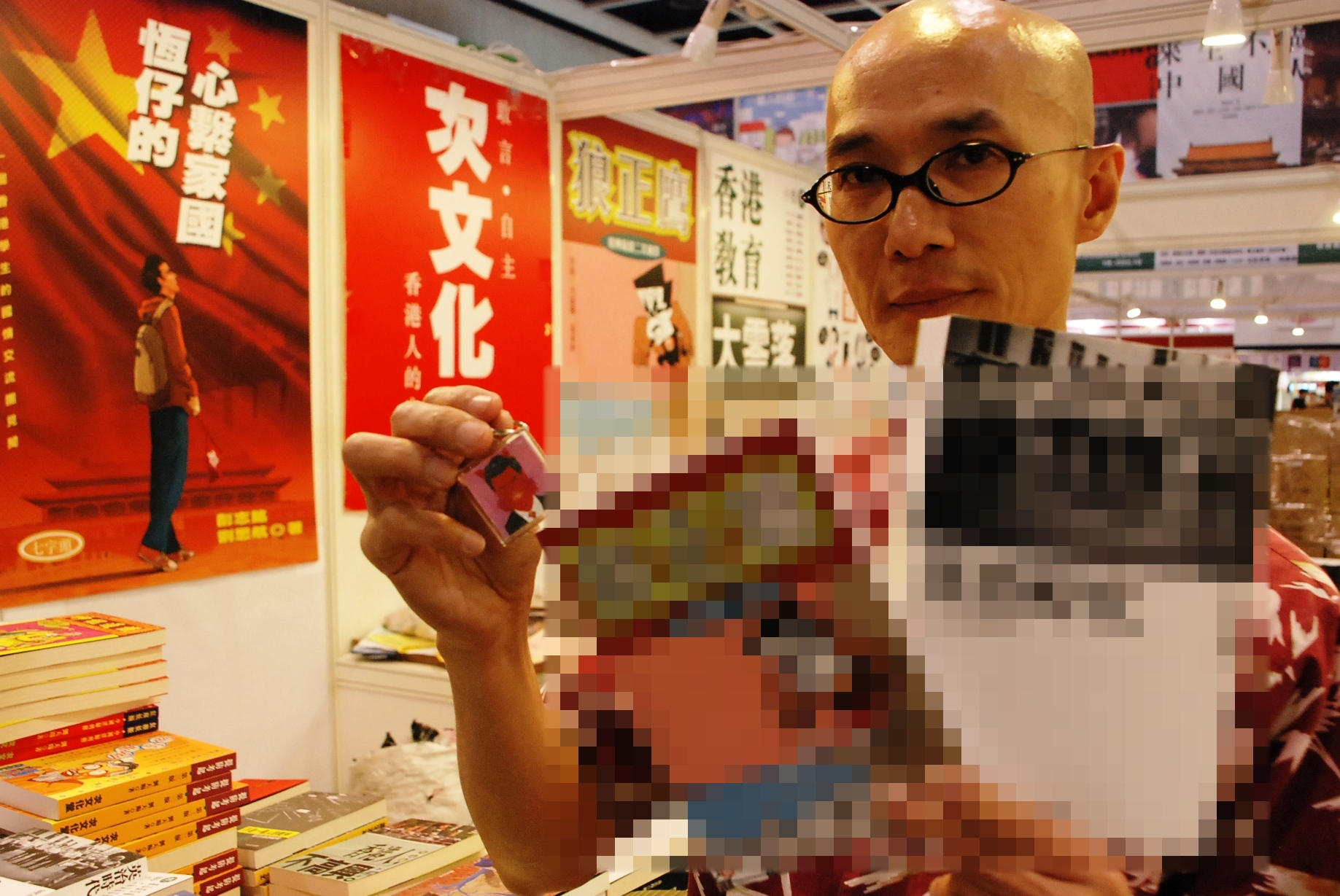
彭志銘

彭志銘（？—），香港作家，次文化堂創辦人。他自幼學習洪拳，曾任劉家良數部電影的場記；又曾加入嘉禾攝影組，任電影副導演及編劇，至1988年末創辦次文化堂。